# Durand z Huesca
Durand z Huesca (ur. ok. 1160, Huesca – zm. 1224 w Langwedocji) – hiszpański teolog i kaznodzieja, autor traktatów polemicznych wymierzonych głównie w manichejską herezję katarów. Twórca ruchu „ubogich katolików”.
Pochodził z Huesca w królestwie Aragonii. Początkowo należał do ewangelicznego ruchu waldensów, który w 1184 został potępiony przez Kościół katolicki jako heretycki. Zerwanie miało jednak podłoże raczej dyscyplinarne a nie doktrynalne, a część waldensów (w tym Durand) dążyła do pojednania z Kościołem. Z okresu przynależności do waldensów pochodzi dzieło Duranda Liber Antihaeresis (ok. 1195), wymierzone głównie w sektę katarów, ale także krytyczne wobec katolickiego duchowieństwa.
W 1208 Durand wraz z grupą waldensów doszedł do porozumienia z papieżem Innocentym III. W wyniku tego porozumienia powstała wspólnota „ubogich katolików”, której papież nadał regułę na wzór zakonów. Sam Durand został zwierzchnikiem tej quasi-zakonnej wspólnoty. Poza tym nadal aktywnie włączał się w zwalczanie herezji katarskiej. W 1222 napisał wymierzony w nią traktat Liber contra Manicheos.
Durand zmarł w 1224 w Langwedocji. Założona przez niego wspólnota „ubogich katolików” nie przetrwała długo po jego śmierci. Jej heretycki rodowód powodował, że wielu biskupów traktowało ją z podejrzliwością. Około połowy XIII wieku „ubodzy katolicy” zostali wchłonięci przez inne wspólnoty zakonne: franciszkanów, dominikanów lub augustianów.